# Stanisław Krystyn Zaremba
Stanisław Krystyn Zaremba (* 15. August 1903 in Krakau; † 14. Januar 1990 in Aberystwyth, Wales) war ein polnischer Mathematiker und Bergsteiger.

## Leben
Zaremba war der Sohn des Mathematikers Stanisław Zaremba und studierte ab 1921 Mathematik an der Jagiellonen-Universität in Krakau sowie von 1924 bis 1926 in Paris. Nach der Beendigung des Studiums war er Assistent an der Universität Vilnius und ab 1936 Professor an der Jagiellonen-Universität. Mit Ausbruch des Zweiten Weltkriegs kam er 1940 nach Duschanbe in Tadschikistan, wo er Dozent war. Von 1942 bis 1946 war er Soldat in der polnischen Exilarmee im Iran, Palästina und Libanon. Von 1946 bis 1952 und – unterbrochen von einer Zeit als Industriemathematiker – von 1958 bis 1976 war er wieder Professor in Beirut, London (Polish University College), Madison in Wisconsin, in Quebec und an der Universität Wales, wo er zuletzt lebte. 
1981 war er Gastprofessor in Krakau. Eine Vermutung von Zaremba über Kettenbrüche wurde 2011 von Jean Bourgain und Alex Kontorovich bewiesen. Er gab das Buch Beweistheorie (2 Bände, 1925, 1929) seines Krakauer Lehrers Ivan Śleszyński (1854–1931) heraus und befasste sich unter anderem mit Differentialgleichungen.
Als Bergsteiger machte er viele Erstbesteigungen in der Tatra und kletterte in den Alpen, Pyrenäen, im Libanon, im Iran, in Wales und Tadschikistan. Er war von 1925 bis 1937 einer der aktivsten polnischen Bergsteiger.
Er war Redakteur der Alpinisten-Zeitschrift Taternik und Ehrenmitglied des polnischen Alpinisten-Vereins.
1954 war er Invited Speaker auf dem Internationalen Mathematikerkongress in Amsterdam (Spacing problems in Abelian groups).

## Werke
- S. K. Zaremba (Hrsg.): Applications of Number Theory to Numerical Analysis. Academic Press, New York und London, 1972